# Vương quốc Sardegna
Vương quốc Sardegna (tiếng Anh: Kingdom of Sardinia, tiếng Ý: Regno di Sardegna), dưới thời cai trị của Nhà Savoy, nó còn được gọi là Vương quốc Savoy-Sardegna, Piedmont-Sardegna, hoặc Savoy-Piedmont-Sardegna. Sardegna là một nhà nước ở Nam Âu, tồn tại từ thế kỷ XIV cho đến giữa thế kỷ XIX.
Vương quốc là một thành viên của Hội đồng Hoàng gia Tối cao Aragon (tiếng Tây Ban Nha: Real y Supremo Consejo de Aragón), ban đầu bao gồm các đảo Corse và đảo Sardegna, chủ quyền đối với cả hai hòn đảo này đều được Giáo hoàng tuyên bố ban cho vua Jaime II của Aragon như là một thái ấp vào năm 1297. Bắt đầu từ năm 1324, vua James II và những người kế vị của ông đã chinh phục đảo Sardegna và thiết lập quyền lực trên thực tế của họ tại lãnh thổ này. Năm 1420, sau cuộc Chiến tranh Sardegna-Aragon, toàn bộ lãnh thổ đã nằm dưới quyền tài phán của Vương quốc Aragon sau khi vương triều này trả cho Judicate của Arborea 100.000 florin, coi như là mua lại. Sau sự hợp nhất giữa Aragon và Castile, Sardegna trở thành một phần lãnh thổ của Đế chế Tây Ban Nha.
Năm 1720, trong cuộc chiến tranh giành ngai vàng Tây Ban Nha giữa Nhà Habsburg và Nhà Bourbon, hòn đảo được nhường lại cho Công tước xứ Savoy Victor Amadeus II. Nhà Savoy đã hợp nhất Sardegna với các lãnh thổ lịch sử của họ trên lục địa, bao gồm Công quốc Savoy, Công quốc Aosta, Công quốc Piedmont và Bá quốc Nice. Tên chính thức của quốc gia này sau khi hợp nhất tất cả các lãnh thổ là "States of His Majesty the King of Sardinia" (Các quốc gia của Bệ hạ, Vua của Sardegna) và được gọi là Savoy-Sardegna, Piedmont-Sardegna, hoặc thậm chí được gọi ngắm gọn là Vương quốc Piedmont để nhấn mạnh rằng đảo Sardegna luôn luôn có tầm quan trọng thứ yếu đối với chế độ quân chủ của Nhà Savoy.
Dưới sự cai trị của người Nhà Savoy, các cơ quan chính phủ, giai cấp thống trị và trung tâm dân cư của vương quốc hoàn toàn nằm trong đại lục. Do đó, trong khi thủ phủ của đảo Sardegna và nơi đóng quân của Phó vương luôn là thành phố Cagliari, thì thành phố Turin của vùng Piedmont, thủ phủ của Nhà Savoy từ giữa thế kỷ XVI mới là thủ đô trên thực tế của cả vương triều. Từ năm 1847, tất cả các cơ quan chính phủ của vương quốc đều được tập trung về thành phố Turin và nó chính thức trở thành thủ đô hợp pháp và duy nhất.
Khi các lãnh thổ đại lục của Nhà Savoy bị quân Pháp chiếm đóng và cuối cùng bị Hoàng đế Napoleon của Đệ Nhất Đế chế Pháp thôn tính, Nhà Savoy lần đầu tiên trong lịch sử đã đưa toàn bố chính quyền ra đảo Sadegna để cư trú. Đại hội Viên (1814 - 1815), thực hiện tái cấu trúc châu Âu sau thất bại của Napoleon, đã trả lại toàn bộ tài sản và lãnh thổ đại lục cho Nhà Savoy, ngoài ra còn cho sáp nhập Liguria lấy từ Cộng hòa Genoa vào Vương quốc. Sau khi Geneva gia nhập Thuỵ Sĩ, Hiệp ước Turin (1816) đã chuyển Carouge và các khu vực lân cận cho Bang Geneva của Thuỵ Sĩ mới được thành lập. Vào năm 1847 - 1848, thông qua một hành động liên minh tương tự như Liên minh của Vương quốc Anh và Ireland, các lãnh thổ của Nhà Savoy đã được thống nhất theo một hệ thống pháp luật với thủ đô của nó được đặt chính thức tại Turin, và được cấp một hiến pháp (Statuto Albertino).
Vào thời điểm Chiến tranh Krym năm 1853, Nhà Savoy đã xây dựng vương quốc này thành một cường quốc. Sau đó là sự sáp nhập Lombardy (1859), các bang trung tâm của Ý và Vương quốc Hai Sicilia (1860), Venetia (1866), và Lãnh địa Giáo hoàng (1870). Vào ngày 17/03/1861, để phản ánh chính xác hơn phạm vi lãnh thổ của mình, Vương quốc Sardegna đã đổi tên thành Vương quốc Ý, và thủ đô của nó được chuyển về Florence và sau đó là Rome. Do đó, Vương quốc Piedmont-Sardegna do Nhà Savoy cai trị là tiền thân hợp pháp của Vương quốc Ý và sau đó là Cộng hoà Ý ngày nay.

## Lịch sử ban đầu

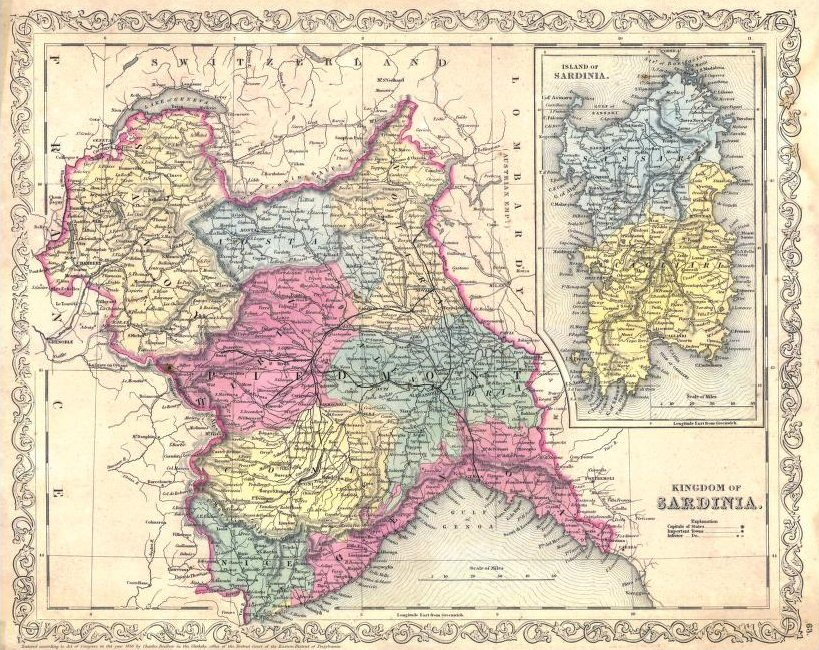
Bản đồ Vương quốc Sardinia năm 1856, sau hợp nhất tất cả các tỉnh thành một khu vực tài phán duy nhất

Năm 238 TCN, Sardegna cùng với đảo Corse trở thành một tỉnh của Đế quốc La Mã. Người La Mã cai trị hòn đảo cho đến giữa thế kỷ V, khi nó bị chiếm đóng bởi người Vandal, một bộ tộc Đông German, đã xâm chiếm Bắc Phi và thành lập vương quốc bao gồm các tỉnh châu Phi của người La Mã. Vào năm 534 SCN, nó được Đế chế Đông La Mã (Byzantine) tái chiếm. Sardegna vẫn là tỉnh của Byzantine cho đến khi người Ả Rập chinh phục Sicily vào thế kỷ IX. Sau đó liên lạc với Constantinople trở nên rất khó khăn, và các gia đình quý tộc trên đảo nắm quyền kiểm soát vùng đất.
Đối mặt với những nỗ lực cướp bóc và xâm lược của người Ả Rập mà không có sự trợ giúp từ bên ngoài, Sardegna đã sử dụng nguyên tắc "Translatio imperii" (chuyển giao quyền cai trị) và tiếp tục tự tổ chức theo mô hình La Mã và Byzantine cổ đại. Hòn đảo không phải là tài sản cá nhân của người cai trị và gia đình ông ta, như chế độ phong kiến đang diễn ra ở Tây Âu lúc bấy giờ, mà là một thực thể riêng biệt, một nền cộng hoà quân chủ đã được thiết lập như thời La Mã.
Bắt đầu từ năm 705 đến năm 706, Người Saracen từ Bắc Phi (vừa bị quân đội Ả Rập chinh phục) đã quấy rối dân cư của các thành phố ven biển. Thông tin về tình hình chính trị Sardinia trong những thế kỷ tiếp theo rất khan hiếm. Do các cuộc tấn công của người Saracen, vào thế kỷ thứ XIX, Tharros bị bỏ rơi để nhường chỗ cho Oristano, sau hơn 1800 năm bị chiếm đóng; Caralis, Porto Torres và nhiều trung tâm ven biển khác cũng chịu chung số phận. Có ghi chép về một cuộc tấn công lớn khác trên biển của người Saracen vào năm 1015–16 từ Balearic, do Mujāhid al-ʿĀmirī (Latin hóa là Museto) chỉ huy. Nỗ lực xâm lược hòn đảo của người Saracen đã bị các Pháp quan ngăn chặn với sự hỗ trợ của các hạm đội đến từ nước cộng hòa hàng hải Pisa và Genoa. Giáo hoàng Benedict VIII cũng yêu cầu viện trợ từ hai nước cộng hòa hàng hải trong cuộc đấu tranh chống lại người Ả Rập.

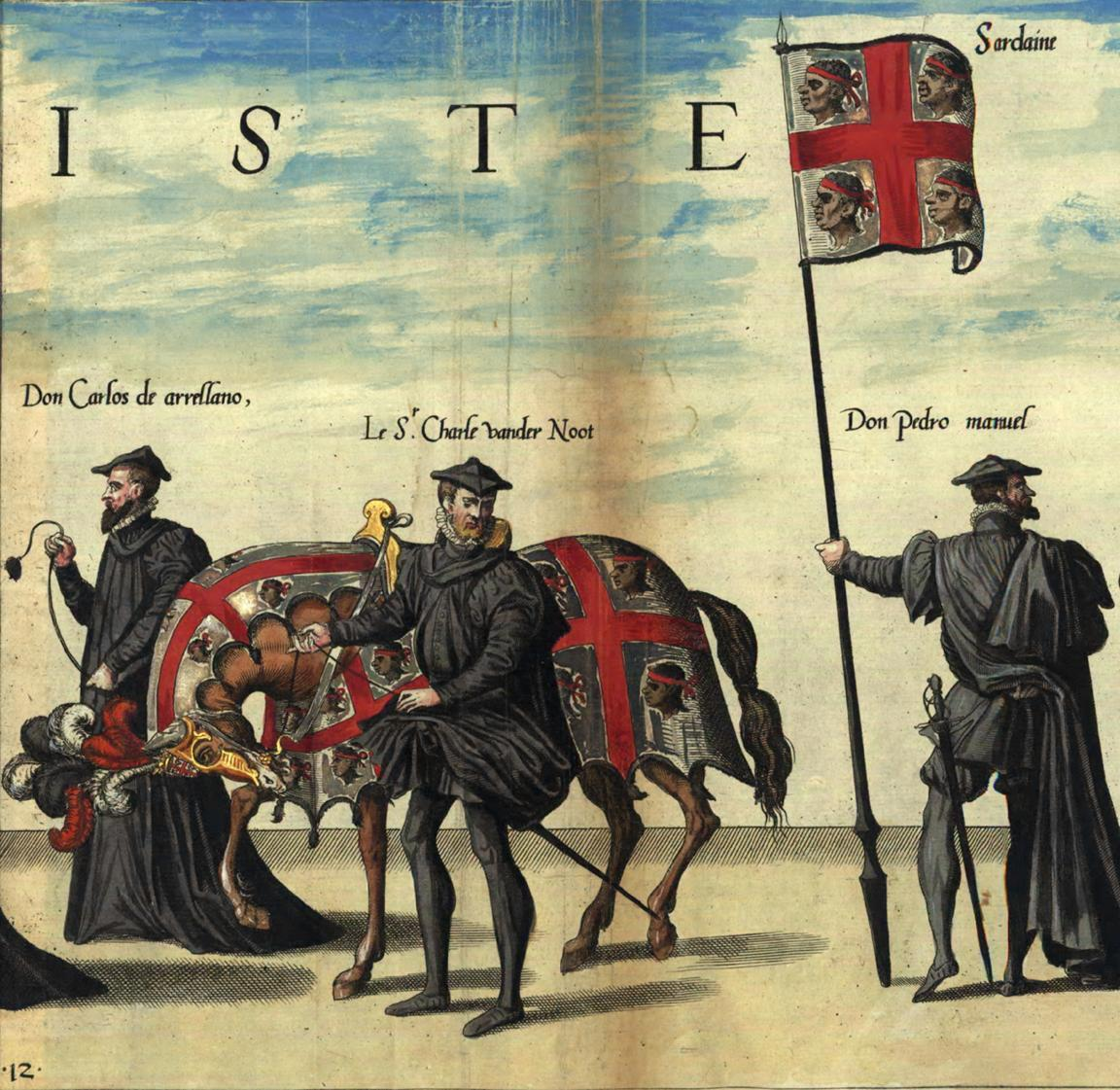
Lá cờ của Vương quốc Sardinia tại lễ tang của Hoàng đế Karl V

Sau cuộc Đại ly giáo, Rome đã có nhiều nỗ lực để khôi phục tiếng Latinh cho nhà thờ, chính trị và xã hội ở Sardinia, và cuối cùng thống nhất hòn đảo dưới một nhà cai trị Công giáo, giống như toàn bộ miền nam nước Ý, khi người Byzantine bị đánh đuổi bởi người Công giáo Norman. Ngay cả tước hiệu "Pháp quan" cũng là một lời nhắc nhở của người Byzantine về nhà thờ và nhà nước Hy Lạp, trong thời kỳ quan hệ gay gắt giữa các nhà thờ phương Đông và phương Tây (Thảm sát người Latinh, 1182, Cuộc vây hãm Constantinople (1204), Tái chiếm Constantinople, 1261).
Trước khi Vương quốc Sardinia và Corsica được hình thành, các Archon (ἄρχοντες) hay, trong tiếng Latinh là các pháp quan (judices),  đã trị vì hòn đảo từ thế kỷ thứ IX hoặc thứ X cho đến đầu thế kỷ thứ XI, có thể được coi là những vị vua thực sự của tất cả các lãnh thổ trên đảo Sardinia (Κύριε βοήθε ιοῦ δού λού σου Tουρκοτουρίου ἅρχωντοσ Σαρδινίας καί τής δού ληςσου Γετιτ), mặc dù trên danh nghĩa là chư hầu của các hoàng đế Byzantine. Trong số các nhà cai trị này, chỉ có hai tên được biết đến: Turcoturiu và Salusiu (Tουρκοτουριου βασιλικου προτοσπαθαριου και Σαλουσιου των ευγενεστατων άρχωντων), người có lẽ đã cai trị vào thế kỷ thứ X. Các Archon vẫn viết bằng tiếng Hy Lạp hoặc tiếng Latinh, nhưng một trong những tài liệu cổ nhất còn lại của Pháp quan Cagliari (cái gọi là Carta Volgare), do Torchitorio I de Lacon-Gunale ban hành năm 1070, đã được viết bằng Tiếng Sardegna Romance, mặc dù với bảng chữ cái Hy Lạp.
Lãnh thổ được chia thành bốn vương quốc nhỏ, Pháp quan Cagliari, Arborea, Gallura và Logudoro, được tổ chức hoàn hảo như vương quốc trước đó, nhưng hiện nằm dưới ảnh hưởng của Lãnh địa Giáo hoàng, người tuyên bố chủ quyền đối với toàn bộ hòn đảo, và đặc biệt là của các Thành bang Ý Genoa và Pisa, thông qua liên minh với các "pháp quan" (những người cai trị địa phương), đã bảo đảm các vùng ảnh hưởng chính trị và kinh tế của họ. Trong khi Genoa có ảnh hưởng chủ yếuở các khu vực phía bắc và phía tây của Sardinia, tức là ở các vùng phán quan Gallura và Logudoro, nhưng không phải lúc nào cũng vậy; Pisa ảnh hưởng chủ yếu ở phía nam và phía đông, trong các pháp quan Cagliari và Arborea, nhưng không phải luôn luôn. Đó là nguyên nhân dẫn đến xung đột trường kỳ giữa các pháp quan, những người tự coi mình là vua chống lại các quý tộc nổi loạn.
Sau đó, tước hiệu Vua của Sardinia được Hoàng đế Thánh chế La Mã phong cho Barisone II của Arborea và Enzio của Sardinia. Người đầu tiên không thể thống nhất hòn đảo dưới sự cai trị của ông, bất chấp nhiều năm chiến tranh chống lại các pháp quan Sardinia khác, và cuối cùng ông đã ký một hiệp ước hòa bình với họ vào năm 1172. người thứ hai thì không có cơ hội. Được trao tước hiệu từ cha mình, Hoàng đế Frederick II vào năm 1239, ông nhanh chóng được cha mẹ triệu hồi và bổ nhiệm làm Đại diện Hoàng gia cho Ý. Ông qua đời năm 1272 mà không có người thừa kế trực tiếp được công nhận sau khi bị giam giữ 23 năm trong nhà tù ở Bologna.
Vương quốc Sardinia và Corsica (sau này chỉ được gọi là "Vương quốc Sardinia" từ năm 1460) là một quốc gia có vua và ngai vàng thuộc về những nhà cai trị Vương quyền Aragon, người bắt đầu chinh phục nó vào năm 1324, giành toàn quyền kiểm soát vào năm 1410 và trực tiếp cai trị nó cho đến năm 1460. Trong năm đó, nó được hợp nhất thành một loại liên minh các quốc gia, mỗi quốc gia có thể chế riêng, được gọi là Vương quyền Aragon, và chỉ thống nhất dưới quyền của nhà vua. Vương quyền Aragon được lập ra bởi một hội đồng đại diện của các quốc gia khác nhau và ngày càng trở nên quan trọng với mục đích chính là tách di sản của Ferrando II của Aragón khỏi di sản của Isabel I của Castilla khi họ kết hôn vào năm 1469.
Ý tưởng về việc thành lập ra một vương quốc đã xuất hiện vào năm 1297 bởi Giáo hoàng Boniface VIII, với tư cách là một thực thể giả định được tạo ra cho James II của Aragon theo một điều khoản bí mật trong Hiệp ước Anagni. Đây là một động lực để tham gia vào nỗ lực khôi phục Sicily, khi đó dưới sự cai trị của anh trai James là Frederick III của Sicily, cho Nhà Capet của Anjou trước sự phản đối của người Sicily. Hai hòn đảo được đề xuất cho vương quốc mới này đã bị chiếm đóng bởi các quốc gia khác vào thời điểm đó. Ở Sardinia, ba trong số bốn quốc gia kế tục sự cai trị của đế quốc Byzantine vào thế kỷ thứ IX đã trải qua hôn nhân và sự phân chia dưới sự kiểm soát trực tiếp hoặc gián tiếp của Pisa và Genoa trong 40 năm trước hiệp ước Anagni. Genova cũng đã cai trị Corsica kể từ khi chinh phục hòn đảo này gần hai thế kỷ trước (khoảng năm 1133).
Có những lý do khác bên cạnh quyết định này của Giáo hoàng: đó là kết quả thành công cuối cùng của cuộc chiến lâu dài chống lại thành bang Pisa của Ghibelline và chính Đế chế La Mã Thần thánh. Hơn nữa, Sardinia sau đó nằm dưới sự kiểm soát của các vị vua Công giáo của Aragon, và là kết quả cuối cùng của việc tái lập hòn đảo với Rome. Nhà thờ Sardinia chưa bao giờ nằm dưới sự kiểm soát của Tòa Thượng phụ Đại kết Constantinople; nó là một tỉnh tự trị trung thành với La Mã và thuộc về Nhà thờ Latinh, nhưng trong thời kỳ Byzantine đã bị ảnh hưởng bởi văn hóa và phụng vụ Byzantine.

## Thành lập Vương quốc Sardegna

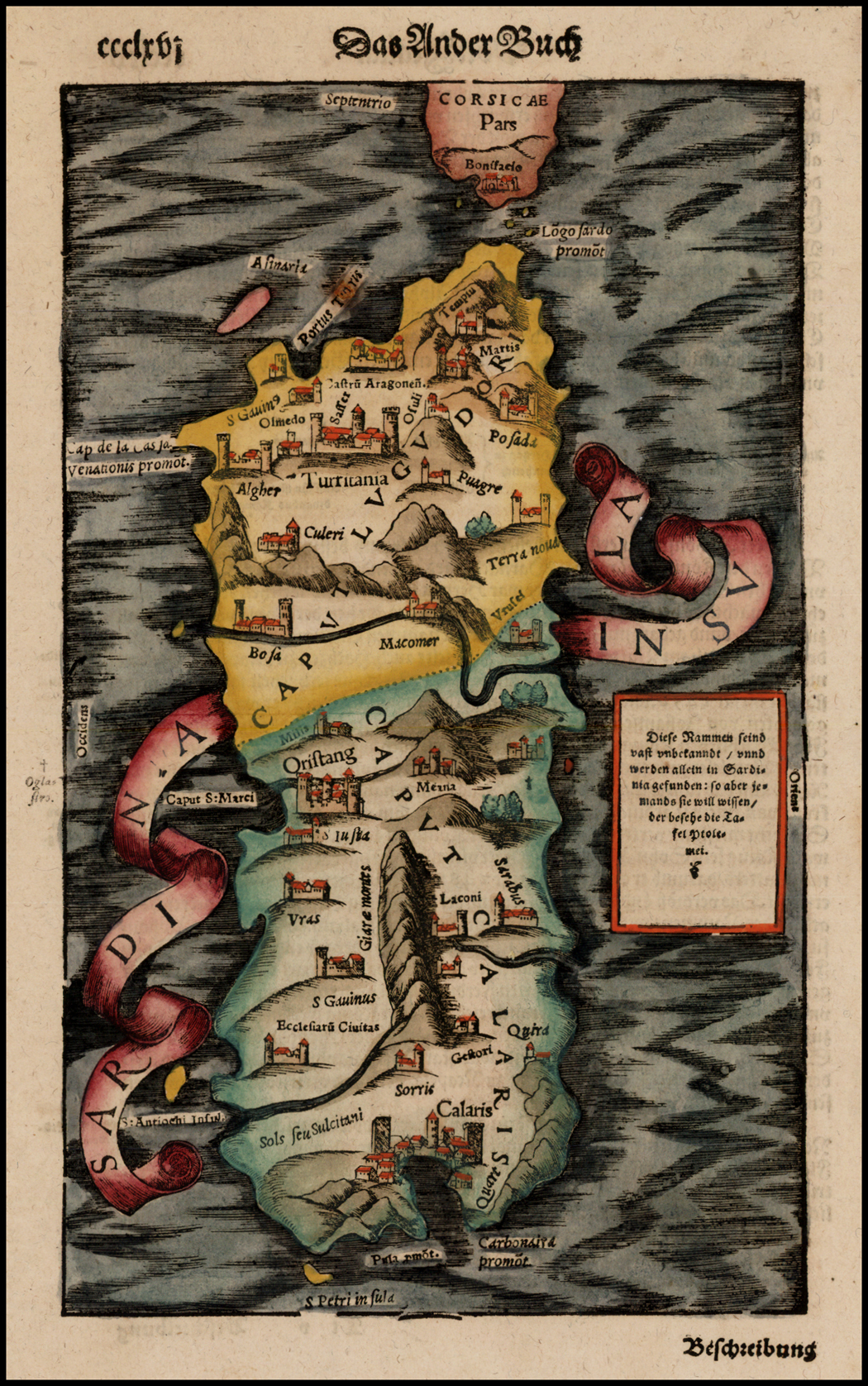
Bản đồ Vương quốc Sardegna vào thế kỷ XVI

Năm 1297, Giáo hoàng Boniface VIII, can thiệp giữa Nhà Capet của Anjou và Aragon, đã xuống chiếu Regnum Sardiniae et Corsicae sẽ để lãnh thổ này là một thái ấp của Giáo hoàng. Sau đó, bỏ qua các quốc gia bản địa đã tồn tại, Giáo hoàng trao thái ấp mới được thành lập của mình cho James II của Aragon, hứa với vua Aragon sẽ có sự hỗ trợ của Giáo hoàng nếu ông ấy muốn chinh phục Pisan Sardinia để đổi lấy Sicily. Năm 1323, James II thành lập một liên minh với Hugh II của Arborea và sau một chiến dịch quân sự kéo dài khoảng một năm, chiếm lãnh thổ Cagliari và Gallura của người Pisan cùng với thành phố Sassari, tuyên bố thành lập Vương quốc Sardinia và Corsica.
Năm 1353, Pháp quan Arborea gây chiến với Aragon. Vương quyền Aragon đã không làm giảm các pháp quan cuối cùng (vương quốc bản địa của Sardinia) cho đến năm 1420. Vương quốc Sardinia và Corsica vẫn giữ đặc điểm riêng biệt của mình như một phần của Vương quyền Aragon và không chỉ đơn thuần được hợp nhất vào Vương quốc Aragon. Vào thời điểm chiến tranh với Arborea, Peter IV của Aragon đã trao một cơ quan lập pháp tự trị cho vương quốc và các truyền thống pháp lý của nó. Vương quốc được cai trị dưới danh nghĩa của nhà vua bởi một phó vương.
Năm 1420, Alfonso V của Aragon, vua của Sicily và là người thừa kế của Aragon, đã mua các lãnh thổ còn lại với giá 100.000 florin vàng của Pháp quan Arborea vào năm 1420 từ William III xứ Narbonne, và "Vương quốc Sardinia" được mở rộng ra cả hòn đảo, ngoại trừ thành phố Castelsardo (lúc đó được gọi là Casteldoria hoặc Castelgenovese) đã bị đánh cắp khỏi Gia tộc Doria vào năm 1448 và được đổi tên thành Castillo Aragonés (Lâu đài của người Aragon).
Corsica, nơi chưa bao giờ bị chinh phục, đã bị tước danh hiệu chính thức và Sardinia được trao cho Đế chế Tây Ban Nha thống nhất. Sự thất bại của các vương quốc địa phương, các công xã và lãnh địa, sự cai trị vững chắc của người Aragon (sau này là người Tây Ban Nha), sự ra đời của một chế độ phong kiến cằn cỗi, cũng như việc khám phá ra châu Mỹ, đã gây ra sự suy tàn không thể ngăn cản của Vương quốc Sardinia. Một thời gian ngắn các cuộc nổi dậy đã xảy ra dưới thời quý tộc địa phương Leonardo Alagon, Hầu tước xứ Oristano, người đã bảo vệ lãnh thổ của mình trước Phó vương Nicolò Carroz và đánh bại quân đội của phó vương vào những năm 1470, nhưng sau đó bị nghiền nát trong Trận Macomer năm 1478, chấm dứt mọi cuộc nổi dậy. Các cuộc tấn công không ngừng của cướp biển Bắc Phi và một loạt bệnh dịch (năm 1582, 1652 và 1655) càng làm tình hình thêm tồi tệ.

## Lịch sử ban đầu của Nhà Savoy

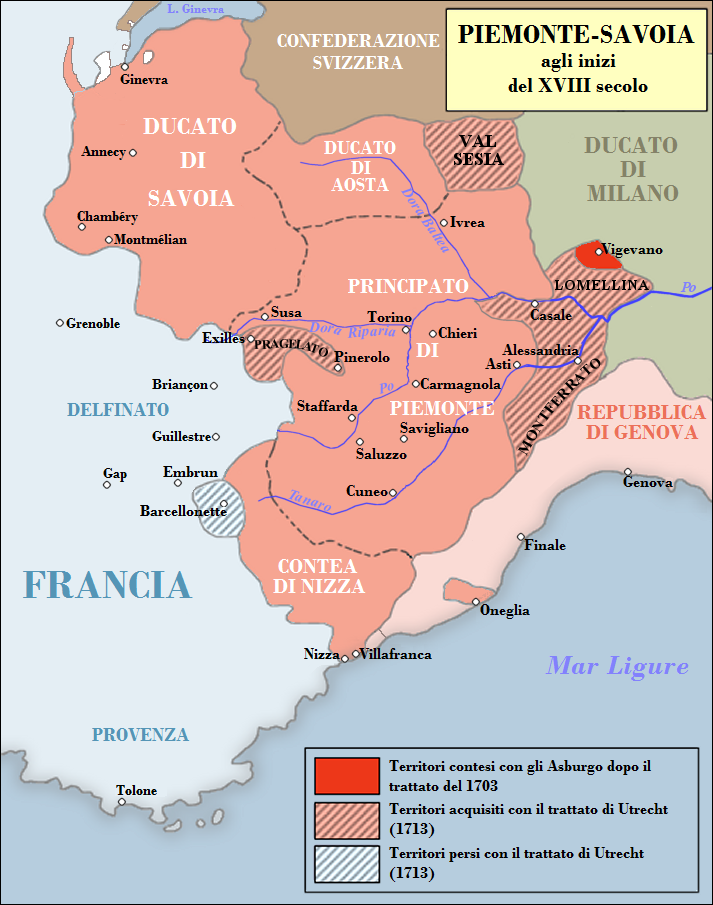
Tài sản của Nhà Savoia ở Ý vào thế kỷ XVIII

Trong thế kỷ thứ III trước Công nguyên, người Allobroges định cư ở khu vực giữa Rhône và Alps. Khu vực này, được đặt tên là "Allobrigia" và sau đó là "Sapaudia" trong tiếng Latinh, đã được sáp nhập vào Đế chế La Mã. Vào thế kỷ thứ V, vùng Savoy được Đế quốc Tây La Mã nhượng lại cho người Burgundy và trở thành một phần của Vương quốc Burgundy.
Piedmonte là nơi sinh sống trong thời kỳ đầu lịch sử của các bộ lạc Celto-Ligurian như Taurini và Salassi. Sau đó, họ quy phục người La Mã (khoảng năm 220 trước Công nguyên), và đã thành lập một số thuộc địa ở đó bao gồm Augusta Taurinorum (Turin) và Eporedia (Ivrea). Sau sự sụp đổ của Đế quốc Tây La Mã, khu vực này liên tục bị xâm chiếm bởi Người Burgundi, Người Goth (thế kỷ thứ V), Người Byzantine, Người Lombard (thế kỷ thứ VI) và Người Frank (773). Vào thời điểm đó, Piedmont, là một phần của Vương quốc Ý trong Đế chế La Mã Thần thánh, đơn vị nhỏ hơn là các bá quốc.
Năm 1046, Oddo, Bá tước xứ Savoy đã sáp nhập thêm Piedmont vào quyền cai trị của Nhà Savoy, với thủ đô đặt tại Chambéry (nay thuộc Pháp). Các khu vực khác vẫn độc lập, chẳng hạn như các Comune hùng mạnh Asti và Alessandria, và các hầu quốc Saluzzo và Montferrat. Bá quốc Savoy được nâng lên thành công quốc vào năm 1416, và Công tước Emmanuel Philibert đã chuyển kinh đô đến Turin vào năm 1563.

## Các vua của vương quốc Sardegna
1. James II the Aragon: 1323-1327
2. Alfonso IV: 1327-1336
3. Peter IV: 1336-1387
4. John I: 1387-1396
5. Martin I: 1396-1410
6. Ferdinand I of Trastámara: 1412-1416
7. Alfonso V: 1416-1458
8. John II: 1458-1479
9. Ferdinand II: 1479-1516
10. Joanna của Castile: 1516-1555
11. Carlos I của Tây Ban Nha: 1555-1556
12. Philip II: 1556-1598
13. Philip III: 1598-1621
14. Philip IV: 1621-1665
15. Charles II: 1665-1700
16. Philip V: 1700-1708
17. Charles VI của Áo: 1708-1720
18. Victor Amadeus II của Savoy: 1720 - 1730
19. Charles Emmanuel III: 1730 - 1773
20. Victor Amadeus III: 1773 - 1796
21. Charles Emmanuel IV: 1796 - 1802
22. Victor Emmanuel I: 1802 - 1821
23. Charles Felix: 1821 - 1831
24. Charles Albert: 1831 - 1849
25. Victor Emmanuel II: 1849 - 1861